# 黑花糙苏
黑花糙苏（学名：Phlomis melanantha），为唇形科糙苏属下的一个植物变种。